# Tiếng Slovene
Tiếng Slovene hay tiếng Slovenia (slovenski jezik/slovenščina) là một ngôn ngữ Slav, trong nhóm ngôn ngữ Nam Slav. Đây là ngôn ngữ của khoảng 2,5 triệu người tại Slovenia. Tiếng Slovenia là một trong 24 ngôn ngữ chính thức của Liên minh châu Âu.

## Phân loại
Tiếng Slovene là một ngôn ngữ Ấn-Âu thuộc nhánh Nam Slav của ngữ tộc Slav, cùng tiếng Serbia-Croatia và tiếng Bulgaria. Nó gần với phương ngữ Chakavia và nhất là phương ngữ Kajkavia của tiếng Serbia-Croatia, nhưng cách biệt hơn với phương ngữ Shtokavian (cơ sở cho các thứ tiếng Bosnia, Croatia, Montenegro và Serbia chuẩn). Hơn nữa, tiếng Slovene chia sẻ những đặc điểm nhất định với tất cả ngôn ngữ Nam Slav còn lại. Tiếng Slovene cũng có nhiều nét chung với các ngôn ngữ Tây Slav.

## Phân bố địa lý
Ngôn ngữ này được nói bởi 2,5 triệu người, chủ yếu sống ở Slovenia. Nó cũng là ngôn ngữ của người Slovene tại Friuli-Venezia Giulia, Ý (khoảng 90.000 người tại Slavia Friulana, thung lũng Resia, thung lũng Canale, tỉnh Trieste và một số commune của tỉnh Gorizia giáp Slovenia), ở nam Kärnten và một số vùng ở Steiermark của Áo (25.000 người). Nó cũng hiện diện tại Croatia (Istria, Rijeka và Zagreb, với 11.800-13.100 người nói), tại tây nam Hungary (3.000-5.000), tại Serbia (5.000), và tại các cộng đồng người nhập cư gốc Slovene trên thế giới (300.000 người), điển hình như ở Hoa Kỳ (3.400 người tại Ohio), Canada, Argentina, Úc và Nam Phi.

## Phương ngữ

Bản đồ phương ngữ tiếng Slovene, dựa trên nghiên cứu của Fran Ramovš và một số nguồn khác.

Tiếng Slovene có thể xem là ngôn ngữ Slav có nhiều phương ngữ nhất, với nhiều mức độ thông hiểu lẫn nhau. Số phương ngữ được thống kê là từ 7 (thường được xem là những 'nhóm phương ngữ'), đến 50 phương ngữ. Có những nguồn cung cấp số liệu là chín hoặc tám phương ngữ. Câu nói "Mỗi ngôi làng có tiếng nói riêng" (Vsaka vas ima svoj glas) thể hiện sự khác biệt trong phương ngữ này.